# 6786 Doudantsutsuji
6786 Doudantsutsuji eller 1991 DT är en asteroid i huvudbältet som upptäcktes den 21 februari 1991 av de båda japanska astronomerna Shigeru Inoda och Takeshi Urata i Karasuyama. Den är uppkallad efter det japanska namnet på ljungväxten Enkianthus perulatus.
Asteroiden har en diameter på ungefär 13 kilometer och den tillhör asteroidgruppen Themis.